# UFC Fight Night: Overeem vs. Olejnik
UFC Fight Night: Overeem vs. Olejnik (conosciuto anche come UFC Fight Night 149 oppure UFC on ESPN+ 7) è stato un evento di arti marziali miste tenuto dalla Ultimate Fighting Championship il 20 aprile 2019 al Palazzo Sportivo Jubilejnij di San Pietroburgo, in Russia.
È il secondo evento della promozione in Russia e il primo nella città di San Pietroburgo.

## Risultati
|                          | Divisione            |                     |                 |                      | Metodo                                      | Round           | Tempo           | Premio          |
| Card Principale          | Card Principale      | Card Principale     | Card Principale | Card Principale      | Card Principale                             | Card Principale | Card Principale | Card Principale |
| ------------------------ | -------------------- | ------------------- | --------------- | -------------------- | ------------------------------------------- | --------------- | --------------- | --------------- |
|                          | Pesi massimi         | Alistair Overeem    | batte           | Oleksij Olejnik      | KO tecnico (ginocchiate e pugni)            | 1               | 4:45            |                 |
|                          | Pesi leggeri         | Islam Makhačev      | batte           | Arman Tsarukyan      | Decisione unanime (30-27, 30-27, 29-28)     | 3               | 5:00            | FOTN            |
|                          | Pesi massimi         | Sergei Pavlovič     | batte           | Marcelo Golm         | KO (pugni)                                  | 1               | 1:06            | POTN            |
|                          | Pesi mosca femminili | Roxanne Modafferi   | batte           | Antonina Ševčenko    | Decisione non unanime (29-28, 28-29, 29-28) | 3               | 5:00            |                 |
|                          | Pesi medi            | Krzysztof Jotko     | batte           | Alen Amedovski       | Decisione unanime (30-25, 30-26, 30-26)     | 3               | 5:00            |                 |
| Card Preliminare (ESPN2) |                      |                     |                 |                      |                                             |                 |                 |                 |
|                          | Pesi piuma           | Movsar Evloev       | batte           | Choi Seung-woo       | Decisione unanime (29-27, 29-27, 29-26)     | 3               | 5:00            |                 |
|                          | Pesi welter          | Sultan Aliev        | batte           | Keita Nakamura       | Decisione unanime (30-27, 30-27, 30-27)     | 3               | 5:00            |                 |
|                          | Pesi leggeri         | Aleksandr Yakovlev  | batte           | Alex da Silva Coelho | Sottomissione (ghigliottina modificata)     | 2               | 3:10            |                 |
|                          | Pesi massimi         | Šamil Abdurachimov  | batte           | Marcin Tybura        | KO tecnico (pugni)                          | 2               | 3:15            |                 |
|                          | Pesi mediomassimi    | Michał Oleksiejczuk | batte           | Gadžimurad Antigulov | KO (calcio alla testa e pugni)              | 1               | 0:44            |                 |
|                          | Pesi leggeri         | Magomed Mustafaev   | batte           | Rafael Fiziev        | KO tecnico (calcio rotante e pugni)         | 1               | 1:26            | POTN            |

## Premi
I lottatori premiati ricevettero un bonus di 50.000 dollari.
Legenda:
- FOTN: Fight of the Night (vengono premiati entrambi gli atleti per il miglior incontro dell'evento)
- POTN: Performance of the Night (viene premiato il vincitore per la migliore performance dell'evento)